# История Бангладеш

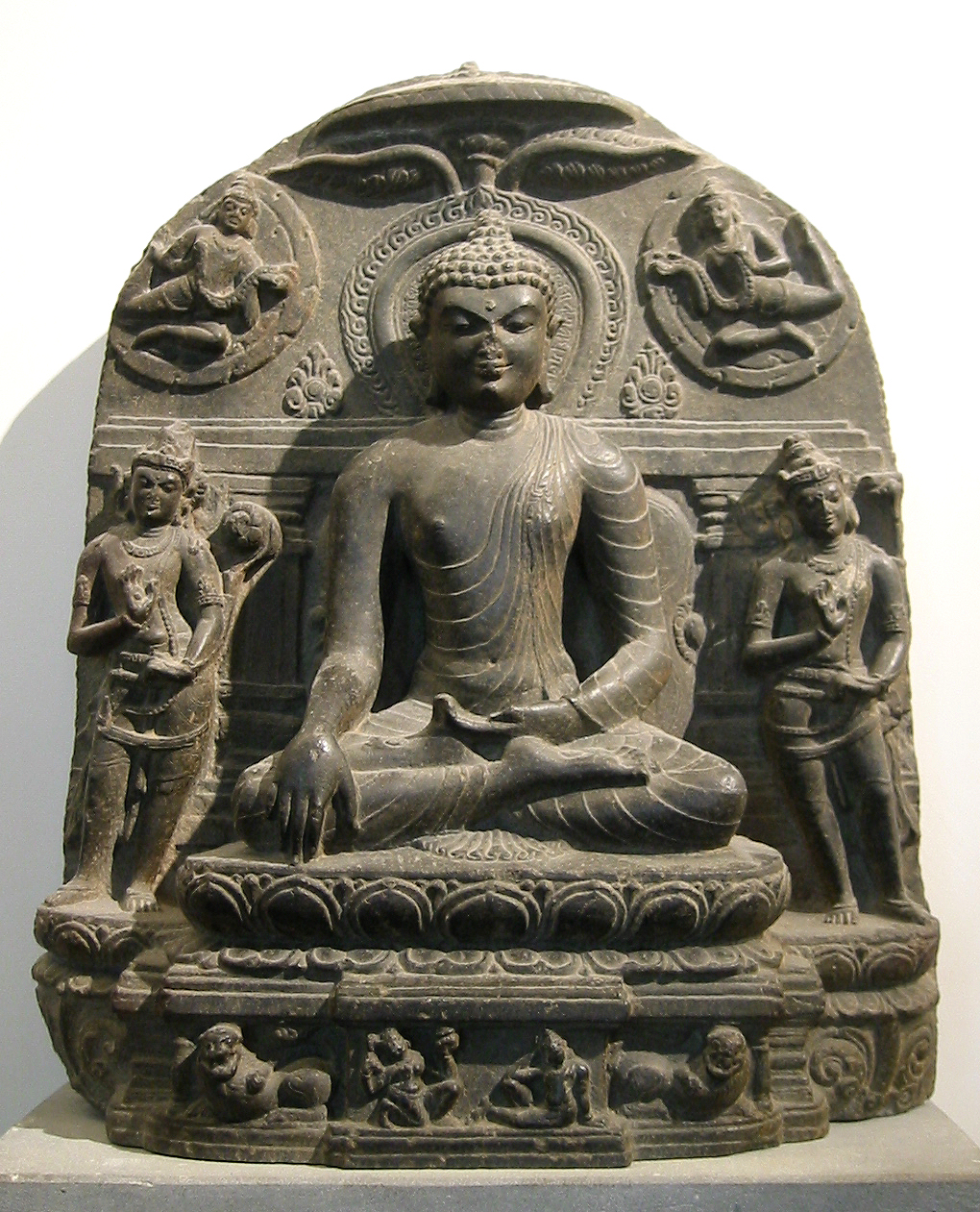
Будда, XI век, Пала

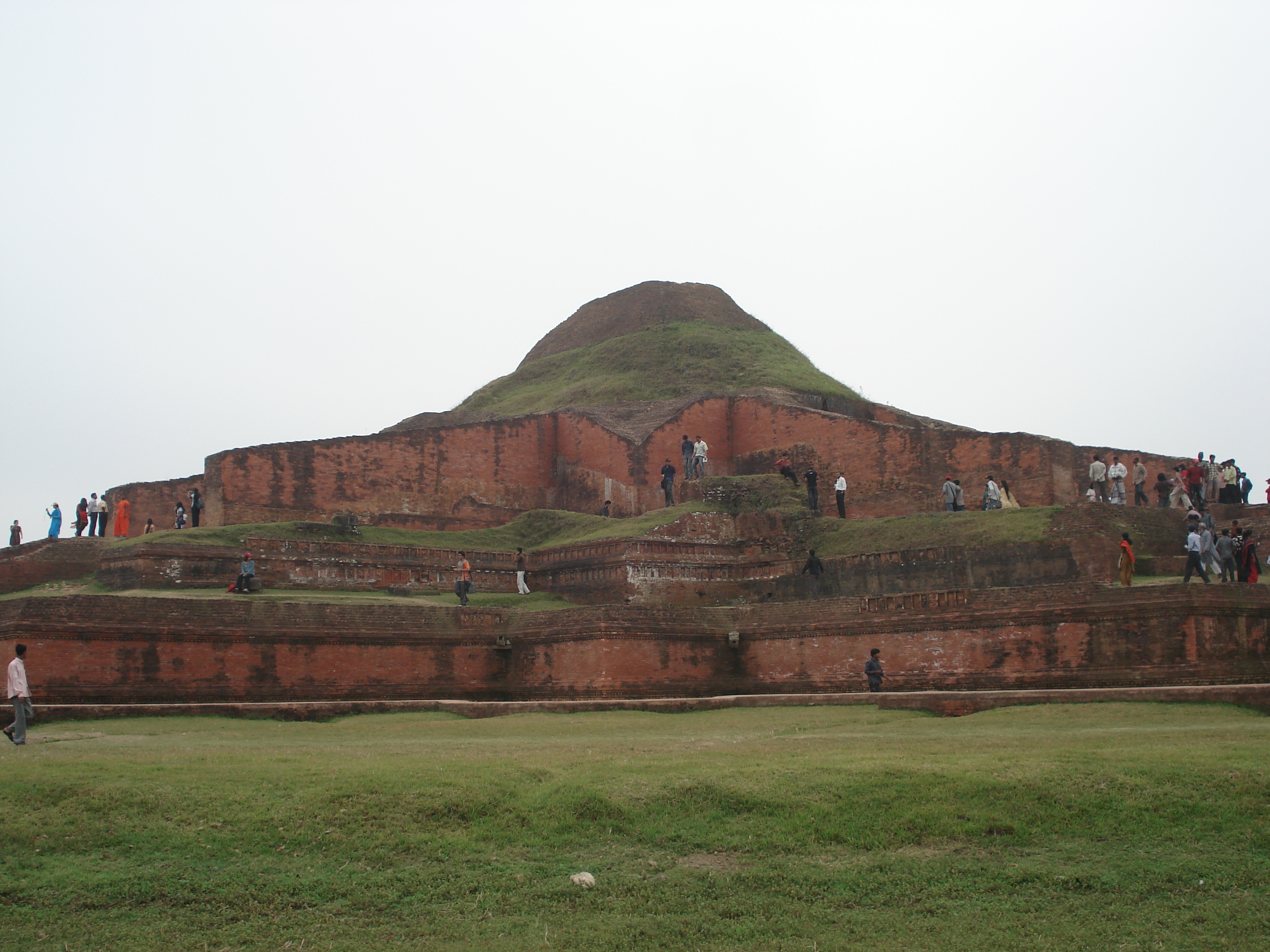
Сомапура Махавихара, где жил и работал Атиша

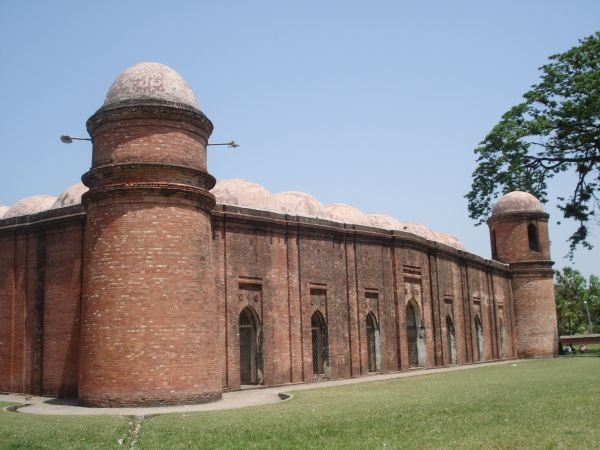
Мечеть Шейх Гумбат

Около четырёх-трёх тысяч лет назад на территории современной Бангладеш уже обосновалось дравидское, тибето-бирманское и австроазиатское население.

## Начало цивилизации
Первые государственные образования на территории Бангладеш возникли в середине 1-го тысячелетия до н. э. Одним из них было государство Ванга, от которого произошло современное название страны. Точное происхождение слова «Бангла» или «Бенгал» остаётся неизвестным, однако есть предположение, что оно происходит от слова «Банг», унаследованного от племён дравидов, появившихся в крае примерно за 1000 лет до н. э. Королевство Гангаридай сформировалось, по меньшей мере, в VII веке до н. э., сменившись позднее государством Бихар.
Во второй половине I тысячелетия до н. э. эта территория была включена в состав индийских Империй Магадха, Нанда, Маурьев и Шунга. Позже Бенгал стал частью Империй Гуптов и Харша в период с III по VII века н. э. После их распада области нынешней Бангладеш и территории, лежащие к западу, составили бенгальское раннефеодальное государство, где в течение семи столетий последовательно правили династии Гауда, Палов и Сенов (во второй половине I тысячелетия здесь также существовали государства Саматата и Харикела).
Государство Гауда, просуществовавшее порядка двадцати пяти лет, создал правитель Шашанка. Он считается первым независимым королём в истории Бангладеш. После периода анархии регионом в течение четырёх столетий, с небольшим периодом властвования индуистской династии Сена, правила династия Пала, вошедшая в историю как покровители буддизма.

## Исламский период
Ислам проник в регион Бенгала в XII веке вместе с арабскими торговцами и миссионерами-суфиями, а последующие завоевания мусульман способствовали широкому распространению ислама.
В конце XII века государство Сенов распалось на несколько небольших феодальных княжеств, что облегчило их покорение войсками Делийского султаната. Это завоевание также сопровождалось обращением значительной части населения в ислам. Афганский полководец Бахтияр Хилджи разгромил войска правителя Лакшмана из династии Сена и завоевал большие области Бенгальского региона в 1204 году. Регион с тех пор управлялся династиями местных в течение нескольких сотен лет. В середине XIV века правившие в Бенгалии наместники делийских султанов превратились фактически в независимых государей, султанов и феодалов, которые управляли страной до 1567 года, когда она была завоевана Великим Моголом Акбаром, и Дакка стала важным административным центром его империи.

## Колониальный период
В начале XVIII века Бенгалия ненадолго обособилась в независимое государство, однако вскоре стала жертвой колонизации. Европейские торговцы начали проникать в регион в конце XV столетия. К середине XVIII века развернулась широкая территориальная экспансия англичан, которые после битвы при Плесси (1757) установили контроль над Бенгалией Британской Ост-Индийской Компании. Восстание сипаев 1857 года привело к передаче власти Британской Короне во главе с вице-королём. За период колониального владычества полуостров Индостан неоднократно подвергался голоду (в том числе искусственному), включая Великий Бенгальский Голод 1943 года, в результате которого погибло около трёх миллионов человек.

## После раздела Британской Индии

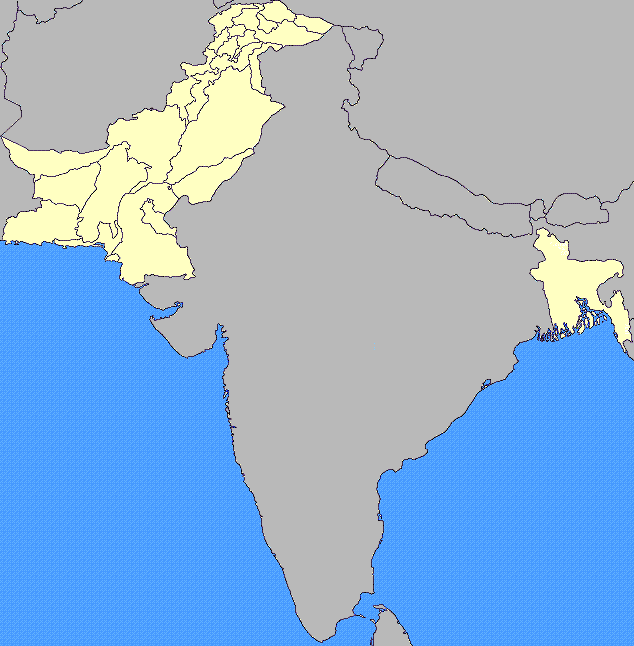
Восточный Пакистан — провинция Пакистана в период с 1947 по 1971 год

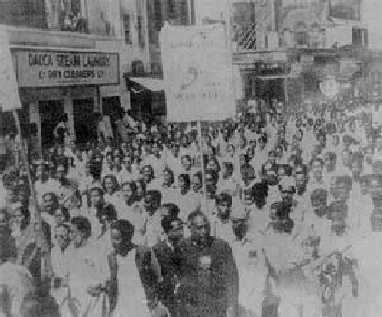
Демонстрация в Дакке, 21 февраля 1952 года

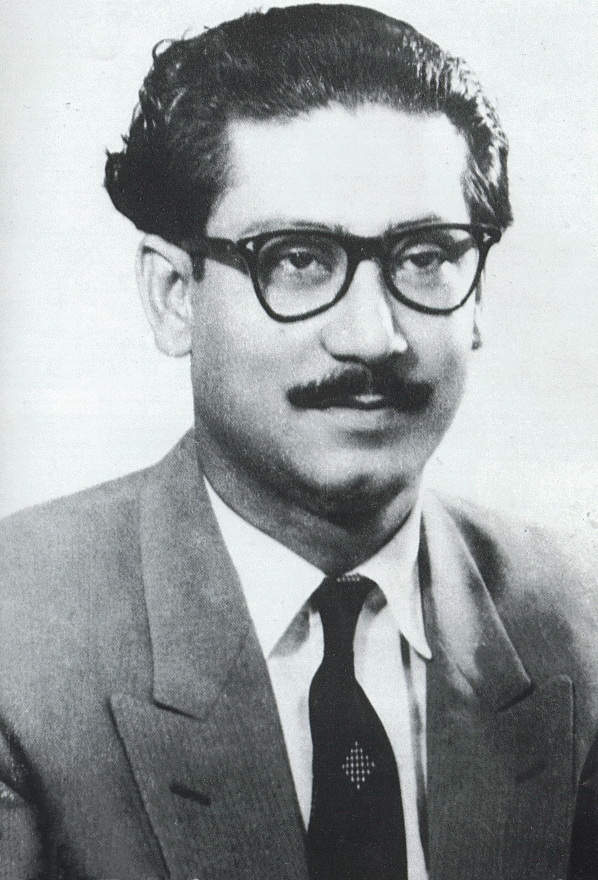
Шейх Муджибур Рахман в 1950 году

До 1947 года территория Бангладеш была колонией Великобритании в составе Британской Индии. В период с 1905 по 1911 год был предпринят ряд попыток разделения региона Бенгала на две области, с городом Дакка в качестве столицы восточной зоны. В ходе разделения Индии на два государства в 1947 году регион Бенгала был разделён по религиозному признаку. Западная часть Бенгала отошла Индии, а восточная часть, нынешняя Бангладеш, была присоединена к Пакистану, в качестве провинции под названием Восточная Бенгалия (позже переименована в Восточный Пакистан) со столицей в городе Дакка.
В 1950 году в Восточном Бенгале прошла земельная реформа, в результате которой была отменена феодальная система заминдар. Однако, несмотря на экономическую и демографическую мощь востока страны, в правительстве и силовых ведомствах Пакистана преобладали выходцы из западной части. Территориальная оторванность от Западного Пакистана (около 1 600 км), а также этнические, языковые, политические и экономические различия между двумя частями государства привели к подъёму национально-освободительного движения в Восточной Бенгалии, переименованной в 1956 году в Восточный Пакистан. Возникновение Движения за статус Бенгальского языка в 1952 году стало первым серьёзным сигналом о наличии трений между двумя областями Пакистана. Рост недовольства усилиями центрального правительства в сферах экономического и культурного сосуществования продолжался на протяжении следующего десятилетия, в ходе которого возникла левая политическая партия «Авами Лиг» (Лига свободы), представлявшая бенгалоговорящее население и выступавшая за автономию. За призывы к получению автономии в 1966 году был арестован и заключен в тюрьму лидер партии Лига Авами Шейх Муджибур Рахман, выпущенный на свободу только в 1969 году под воздействием общественного мнения.
В 1970 году мощные циклоны обрушились на побережье Восточного Пакистана и стали причиной гибели свыше полумиллиона жителей. Центральное правительство Пакистана проявило посредственную реакцию при ликвидации последствий стихийного бедствия, вызвав недовольство местного населения.

## Война за независимость Бангладеш
В декабре 1970 года на выборах в Восточном Пакистане победила «Авами Лиг», но правительство Пакистана отказалось передать ей власть в Восточном Пакистане. Переговоры, в ходе которых президент Пакистана Яхья Хан и Муджибур Рахман не сумели найти компромисс, провалились. В ответ на всеобщую забастовку и массовые акции гражданского неповиновения правительство Пакистана 25 марта 1971 года распустило Лигу свободы, отдало приказ на арест Рахмана и ввело военное положение в Восточном Пакистане. Началась операция «Прожектор» по военному захвату территории Восточного Пакистана. 
Методы ведения войны со стороны армии Западного Пакистана были кровавыми и привели к большим человеческим жертвам. Основными мишенями стала интеллигенция и индусы Восточного Пакистана и порядка десяти миллионов беженцев, пытавшихся найти убежище на территории Индии. Ультраправые исламистские группировки, действовавшие вместе с западнопакистанской армией, проводили массовые зачистки левой интеллигенции, выступавшей за независимость Бангладеш. Во время рейда военных в Даккский университет были убиты десяток преподавателей и исчезли сотни студентов, а за два дня до освобождения Бангладеш, 14 декабря 1971 года, были похищены из своих домов и казнены 200 видных бенгальских интеллектуалов. Военнослужащими было изнасиловано по крайней мере 200 тыс. бенгальских женщин. Цифры погибших в ходе войны оцениваются от трёхсот тысяч до трёх миллионов человек.
О независимости территории Восточный Пакистан было провозглашено 26 марта 1971 года, что привело к освободительной войне. Лидеры партии «Авами Лиг» образовали «правительство в изгнании» в индийском городе Калькутта. Вновь образованное правительство формально принесло присягу в городе Мужиб Нагар округа Кустия Восточного Пакистана 14 апреля 1971 года, первым премьер-министром стал Таджуддин Ахмад.
Вооружённая борьба за независимость против пакистанской армии при помощи со стороны Индии продолжалась девять месяцев. Партизанские формирования Мукти-бахини и регулярные вооружённые силы Бангладеш во время ведения боевых действий получили поддержку от вооружённых сил Индии, вступивших в третью индо-пакистанскую войну в декабре 1971 года. Альянс индийских и бангладешских войск Митро-бахини одержал победу над западнопакистанской армией 16 декабря 1971 года, в ходе которой в плен было взято свыше 90 000 солдат и офицеров. В этот же день, 16 декабря 1971 года, было провозглашено об образовании государства под названием Народная республика Бангладеш. Сейчас даты 26 марта (под названием День Независимости) и 16 декабря (День Победы) являются национальными праздниками государства. В 1972 году принята конституция.

## После провозглашения независимости
После получения независимости от Пакистана Бангладеш становится парламентской республикой, а пост премьер-министра занимает Муджибур Рахман. Он выдвинул 4 основополагающих принципа, которых должно было придерживаться государство: национализм, социализм, секуляризм и демократия. Он приступил к разоружению боевых повстанческих отрядов и пригласил зарубежных экономистов для разработки программы развития страны по социалистическому пути. В 1972 году была проведена национализация многих промышленных предприятий, включая джутовые и хлопчатобумажные фабрики и сахарные заводы, а также банков, страховых компаний и чайных плантаций. В конце 1972 года был учреждён парламент. Состоявшиеся в марте 1973 года всеобщие выборы принесли победу «Авами Лиг», получившей 73 % голосов (расколовшаяся на 2 части Национальная Авами Лиг — 8 % и 5 %, Социалистическая партия — 7 %, Коммунистическая — 4 %).
Такой путь развития был серьёзно осложнён разразившимся голодом 1974—1975 годов, вызванным катастрофическим наводнением летом 1974 года. Во время вызванного муссонами наводнения, которое разразилось после сильнейших за 20 лет дождей в июле-августе 1974 года, свыше 2000 человек погибли, 1 миллион получили ранения и миллионы были оставлены без крыши над головой. К середине августа 3/4 страны были охвачены бедствием. При этом 80 % летнего урожая погибло, как и посевы основного зимнего урожая. По официальным данным, 40 % годового производства продуктов было уничтожено.
Нехватка продовольствия вкупе с резким повышением цен на нефть привели к значительному росту инфляции. В сочетании с обвинениями режима в непотизме и коррупции престиж руководства страны упал. В декабре 1974 правительство ввело военное положение. В соответствии с поправками к конституции, принятыми 25 января 1975 года, произошли замена демократического парламентского строя президентским правлением и однопартийной системой во главе со вновь образованным политическим альянсом «БАКСАЛ», куда вошли все поддерживавшие курс правительства партии, включая «Авами Лиг», социалистическую, коммунистическую и народную. Муджибур Рахман стал президентом и объявил о необходимости «второй революции», которая должна покончить с коррупцией и терроризмом.
15 августа 1975 года в стране произошёл кровавый военный переворот, в результате которого был убит «отец-основатель» Бангладеш Муджибур Рахман практически со всей своей семьёй. После его убийства в последующие три месяца по стране прокатилась волна политических убийств, террора и ещё целая серия путчей, в стране была отменена конституция и введено военное положение.
Власть смог зафиксировать в своих руках герой войны за независимость генерал Зиаур Рахман, период правления которого был ознаменован экономическим ростом и относительной политической стабильностью при правящей президентской Националистической партии Бангладеш. В 1981 году генерал Зиа был убит в ходе неудачной попытки военного переворота, вслед за чем после непродолжительного правления гражданских лиц к власти в результате переворота 1982 года пришёл генерал Хуссейн Мохаммад Эршад. Правил он в условиях военного положения, периодически вводя и отменяя запрет на политическую деятельность, митинги и забастовки. Парламентские выборы состоялись лишь в мае 1986 года, оппозиция отказывалась признавать его правление легитимным и неоднократно устраивала крупные выступления, по отношению к которым часто применялась репрессивная тактика.

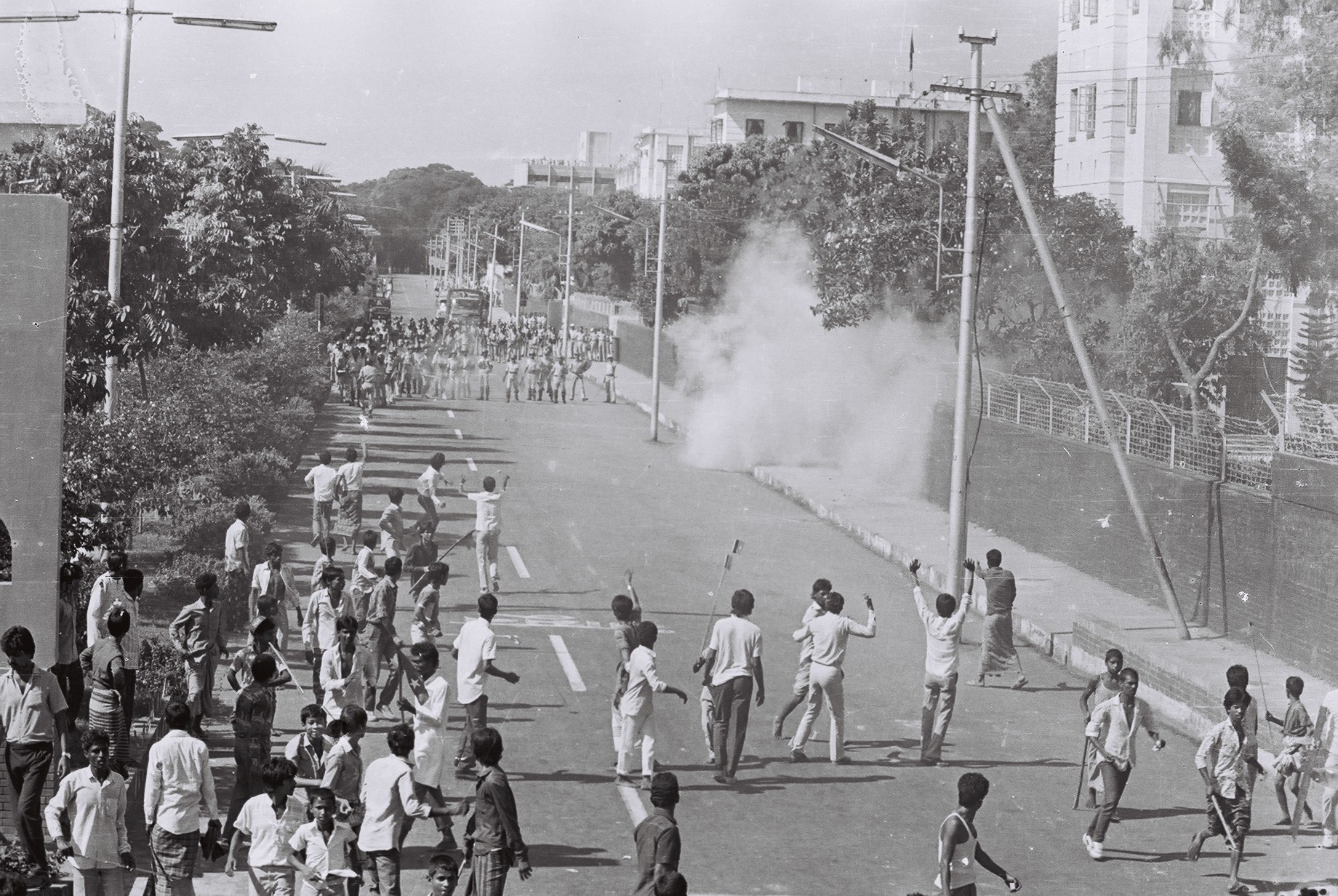
Протесты в Дакке против власти М. Х. Эршада 10 ноября 1987 года

Непростое положение в стране ухудшилось после катастрофы 24-25 мая 1985 года, когда мощный ураган принёс из Бенгальского залива гигантскую приливную волну высотой до 15 метров, что вызвало огромные разрушения в прибрежных районах страны. Пострадало около 6 миллионов человек, погибло около 25 тысяч, без крова и имущества остались около 300 тысяч. Были смыты посевы на площади 200 тысяч гектаров, погибло около 140 тысяч голов домашнего скота.  
В 1997 году было заключено соглашение с повстанцами, завершившее продолжавшийся с 1977 года вооруженный конфликт в Читтагонгском горном районе.
М. Х. Эршад оставался у власти вплоть до 1990 года, когда в итоге изменений в мировой политике, в результате которых антикоммунистические диктаторы перестали играть важную роль в регионе, был вынужден уйти в отставку. В начале 1990-х в стране была реставрирована многопартийная парламентская система, но последующие годы отмечены сильной политической нестабильностью, вызванной ожесточённой борьбой за власть между двумя крупнейшими партиями. Вдова генерала Зиа, Халеда Зиа, привела Националистическую партию Бангладеш к победе на всеобщих парламентских выборах 1991 года и стала первой женщиной премьер-министром в истории страны. Однако «Авами Лиг» во главе с Шейх Хасиной, одной из выживших дочерей Муджибура Рахмана, пришла к власти в результате следующих выборов 1996 года, а затем снова проиграла Националистической партии Бангладеш в 2001 году. В том же 2001 году между Индией и Бангладеш имел место скоротечный пограничный конфликт.
Перед выборами 2007 года, когда страна находилась в состоянии глубокого политического кризиса, военные взяли власть в свои руки и в течение двух лет провели в условиях чрезвычайного положения меры, направленные на борьбу с коррупцией и оздоровление политической жизни, в результате чего многие видные политические деятели и чиновники разного калибра были арестованы по предъявленным обвинениям в коррупционных действиях. В соответствии с ранее установленным графиком нормализации политической обстановки, 30 декабря 2008 года были проведены новые свободные парламентские выборы. Решительную победу на них одержала с огромным перевесом голосов «Авами Лиг» под руководством Шейх Хасины. В качестве премьер-министра Шейх Хасина принесла официальную присягу 6 января 2009 года.
В феврале 2009 года в Бангладеш произошёл «Бунт пограничников». Несколько тысяч членов военизированной организации «Бангладешские стрелки», привлекавшихся к пограничной службе, выдвинули ряд требований, основным из которых было повышение жалованья. Армия блокировала очаг мятежа, и вскоре он был подавлен. Мятеж сопровождался перестрелками, в которых погибли десятки человек, в частности, мятежники убили главу стрелков. 152 стрелка были приговорены к смертной казни, военизированная структура претерпела серьезную реорганизацию.
C 2009 по 2023 год, по данным Всемирного банка, объем ВВП страны вырос более чем в четыре раза, с $102 млрд до $437 млрд. Уровень бедности снизился с 31,5% в 2010 году до 18,7% в 2022 году. Однако пандемия COVID-19 в Бангладеш в 2020-21 годах сопровождалась высокой инфляцией и резким ростом стоимости жизни, валютные резервы страны существенно сократились,  а внешний долг возрос вдвое с 2016 года.
Оппозиция критиковала Шейх Хасину за авторитарный стиль правления и обвиняла ее правительство в нарушении прав человека (преследование политических оппонентов, давление на СМИ). 

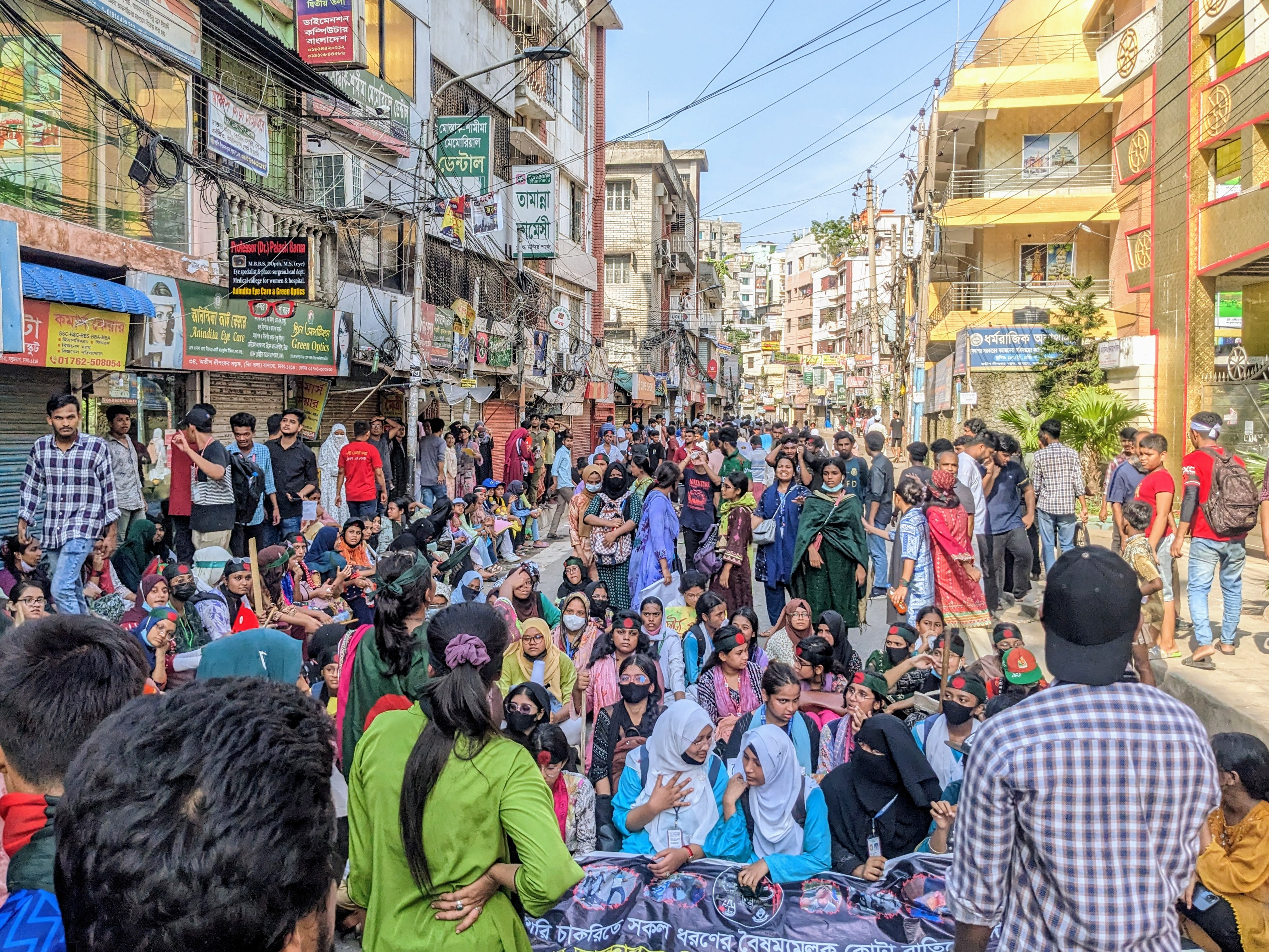
Протестующие в Дакке 18 июля 2024 года

В декабре 2022 года десятки тысяч человек прошли маршем в Дакке с требованием отставки Шейх Хасины. Вторая фаза протестов началась в конце июля 2023 года.
В июле 2024 года в Бангладеш начались протесты студентов против системы квот на госдолжности. Несмотря на отмену Верховным судом большинства этих квот, столкновения продолжились, число погибших в результате них составило не менее 300 человек. В итоге 5 августа 2024 года Шейх Хасина подала в отставку с поста премьер-министра и покинула страну. После этого был распущен парламент и сформировано временное правительство, главным советником которого согласился стать Мухаммад Юнус .